# Carrières de Saint-Maximin

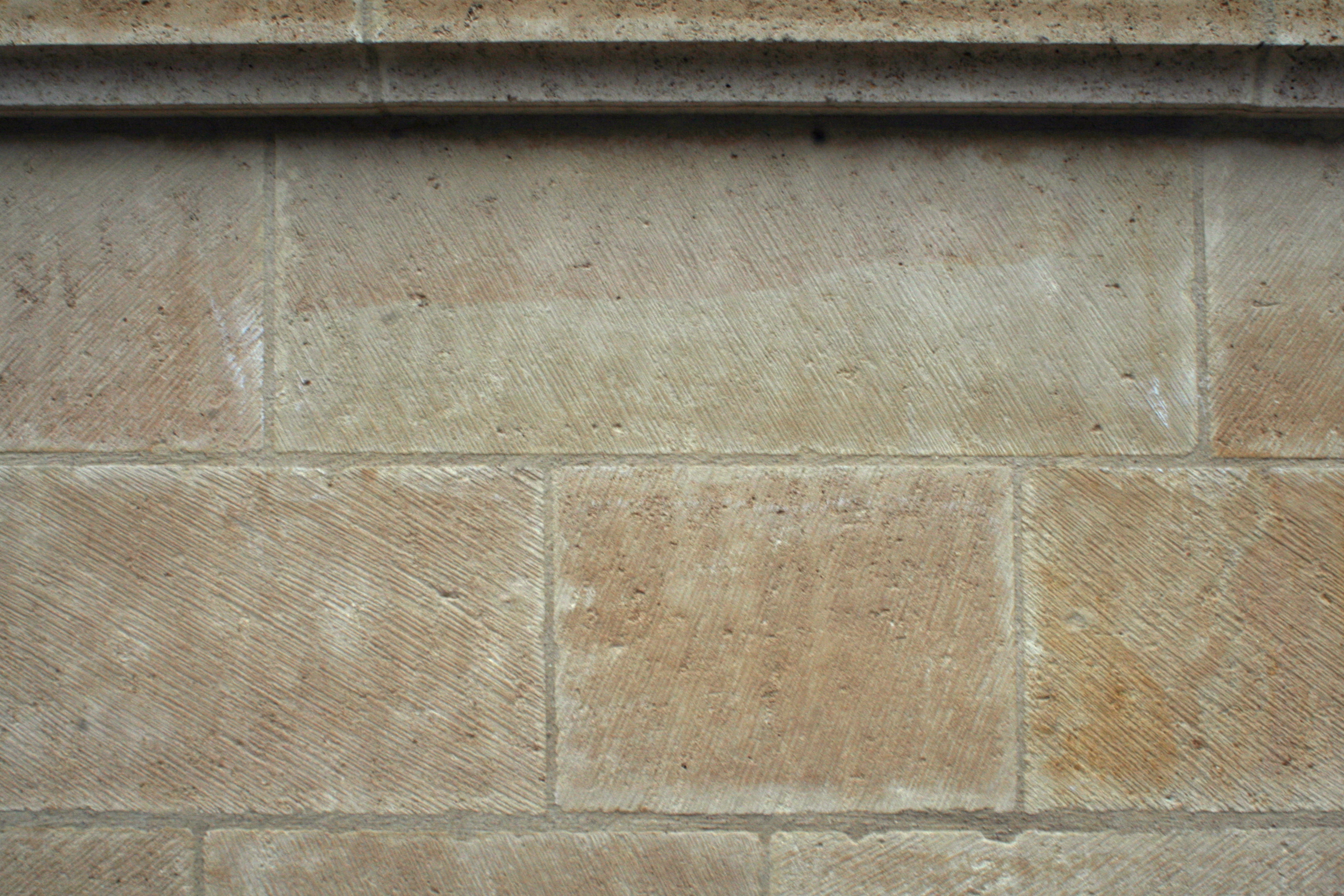
Pierre de Saint-Maximin.

Les carrières de Saint-Maximin sont des carrières de pierre situées sur la commune de Saint-Maximin, dans le département de l'Oise, en France.
La pierre de Saint-Maximin est parfois appelée « pierre de Saint-Leu » dans la littérature, car Saint-Maximin fait partie du même bassin carrier que Saint-Leu-d'Esserent et fournit des calcaires lutétiens semblables, avec d'autres localités du bassin carrier de l'Oise. Le bassin carrier de l'Oise est le plus important de France, car il a fourni l'essentiel des pierres qui ont servi à construire Paris, dès l'époque gallo-romaine, puis de la fin du Moyen Âge jusqu'à l'ère industrielle, lorsque les carrières souterraines de Paris ne pouvaient plus produire assez de pierre.

## Histoire
Déjà très présente à l'époque gallo-romaine, l'extraction de la pierre est l'une des plus anciennes industrie du Sud de l’Oise.  Les carrières ont d'abord été exploitées à ciel ouvert, sur les flancs de coteaux longeant l’Oise. Gênés par les déblais provenant de la « découverte » qui augmentait au fur et à mesure qu'ils s'éloignaient de la rivière, les carriers ont poursuivi leur travail en creusant des galeries ouvertes sous les coteaux. Les carrières seront majoritairement souterraines à partir de la fin du Moyen Âge, avant de redevenir des carrières à ciel ouvert à l'heure de la révolution industrielle.
En activité depuis l'époque gallo-romaine, les carrières de Saint-Maximin ont  notamment permis de construire les thermes de Cluny grâce au transport fluvial reliant l’Oise à la Seine. Autre témoignage du voyage de cette pierre à cette époque : le pilier des Nautes connu comme étant l'un des plus anciens monuments de Paris (pierre identifiée comme venant des coteaux de l’Oise). Les constructions locales telles que les Arènes de Senlis, demeurent aussi présentes... 
À la fin du Moyen Âge, les savoir-faire perdus depuis l'Antiquité sont progressivement retrouvés. Les fortins de bois deviennent des fortifications de pierre (résistant beaucoup mieux aux assaillants) et les bâtisseurs lancent les chantiers des églises et cathédrales (la pierre étant moins sujette aux incendies). Les besoins en pierre croissant, l'extraction devient progressivement souterraine ; cela permet au carriers de demeurer sur les strates tendres, situées dans les parties basses de ce bassin géologique, donc plus faciles à extraire. 
C'est surtout à partir du XVIIe siècle que la pierre de Saint-Maximin sera massivement exploitée pour la construction de Paris. Louis XIV lançant de nombreux chantiers, il devient nécessaire de trouver de nouvelles sources d'approvisionnement en pierre. Son ministre Colbert fait réaliser par l'Académie royale d'architecture un inventaire systématique de toutes les carrières du Lutétien moyen en exploitation, levant des coupes lithologiques et prenant des échantillons. Le 5 août 1678, l'Académie royale d'architecture visite les carrières de Saint-Maximin et de Saint-Leu-d'Esserent : toutes les carrières sont souterraines, on y exploite une pierre tendre dite pierre de Saint-Leu. Elle se rend notamment sur le site de Troissy, à Saint-Maximin où elle visite aussi la carrière Parrain. L'ingénieur Michelot note que « L'opinion émise par les académiciens, relativement à la supériorité du Troissy sur le Saint-Leu » lui « a été confirmée par les carriers eux-mêmes »... La qualité de la pierre du Sud de l’Oise est attestée par l'Académie : cette pierre est facile à extraire, elle peut aisément être acheminée vers Paris par voie d'eau et elle résiste au temps (elle a étudié son vieillissement  sur l'église Saint-Séverin). C'est ainsi que Louis XIV fait réquisitionner toutes les carrières de Saint-Maximin et qu'à partir de l'époque classique Paris se construit massivement en pierre du Sud de l’Oise. Le Louvre, le château de Versailles, l'hôtel des Invalides, le palais Bourbon, l'Hôtel de Lassay, l'hôtel d'Evreux, l'École militaire, la place de la Concorde en sont les témoignages. L'utilisation massive de cette pierre révèle, d'une part, que les carrières parisiennes ne peuvent plus fournir une quantité de pierre suffisante pour alimenter ces grands chantiers et, d'autre part, que les architectes ont une nette préférence pour ce calcaire tendre, facile à travailler et donnant des hauteurs d'assises supérieures à celles des calcaires parisiens.   
De 1853 à 1856, Napoléon III charge le baron Haussmann d’assainir Paris. Il fait percer de larges avenues rectilignes bordées d'arbres et édifie de luxueux immeubles en pierre de taille. Des équipements modernes sont également construits : grandes gares, opéra, grands magasins... Cette recrudescence d'activité monopolise une fois de plus l'activité des carrières de Saint-Maximin, au point que les ouvriers locaux ne suffisent plus.   
En 1855, la Compagnie du Nord met une tranchée en chantier pour la ligne de chemin de fer Paris-Chantilly-Creil. Elle extrait la pierre nécessaire à ses ouvrages d'art (ancien viaduc de Commelles, viaduc de la Canardière à Chantilly, pont de Laversine à Saint-Maximin). Ces travaux permettent aux carriers de découvrir les masses calcaire et les bancs de roches dures (liais). L'exploitation à ciel ouvert commence à cette époque. En 1860, les carrières de Saint-Maximin se raccordent à la voie ferrée : le chemin de fer va remplacer le bateau.  
Il reste aujourd’hui cinq carrières en activité à Saint-Maximin. Les haveuses ont remplacé les outils manuels. Et, si le béton s'est majoritairement substitué à la pierre, cette dernière connaît de nouvelles vies  utilisée dans la restauration des monuments historiques (on privilégie en général la pierre de première mise en œuvre) comme en témoignent les chantiers du pont Neuf, du Panthéon ou de la tour Saint-Jacques. Connue pour avoir contribué à la construction de Paris, la pierre de Saint-Maximin jouit également d'un grand prestige à l'étranger et accomplit désormais de long voyages pour la construction de bâtiments contemporains ou la restauration de monuments : université Stanford (USA), British Museum (Londres)...  Les carrières fournissent également un des composants de la terre battue utilisée pour les terrains de tennis de Roland-Garros depuis la création du stade en 1928 : il s'agit d'une couche de calcaire pilé d'environ huit centimètres, recouverte ensuite de quelques millimètres de brique pilée, qui lui donne sa couleur rouge .
Depuis 1993, un site est aménagé pour la pratique de l'escalade et est très fréquenté par les grimpeurs des environs. On y dénombre plus de 160 voies cotées de 3c à 7b+.[réf. nécessaire]
En 2014, la carrière souterraine Parrain a été ouverte à la visite sous l'égide de la Maison de la Pierre du Sud de l’Oise.

## Roche
Parfois appelée pierre de Saint-Leu, cette roche est une pierre calcaire du bassin Lutétien. 
La pierre de Saint-Maximin est un calcaire blanc ou jaunâtre, à grain fin, moyen ou grossier. La roche y est de quatre natures différentes : liais très dur, roche dure, roche ferme et roche demi-ferme. 

## Liste des carrières de pierre en exploitation
- B.P.E. Lecieux
- Carrière Degan
- Carrière Ouachée & Corpechot (Groupe BPE LECIEUX depuis 2008)
- Carrière Rocamat (Groupe BPE LECIEUX depuis 2018)